# Poustka (Višňová)

Oesterreichische Filialfabrik Heinrich Müller, Wustung (1905)

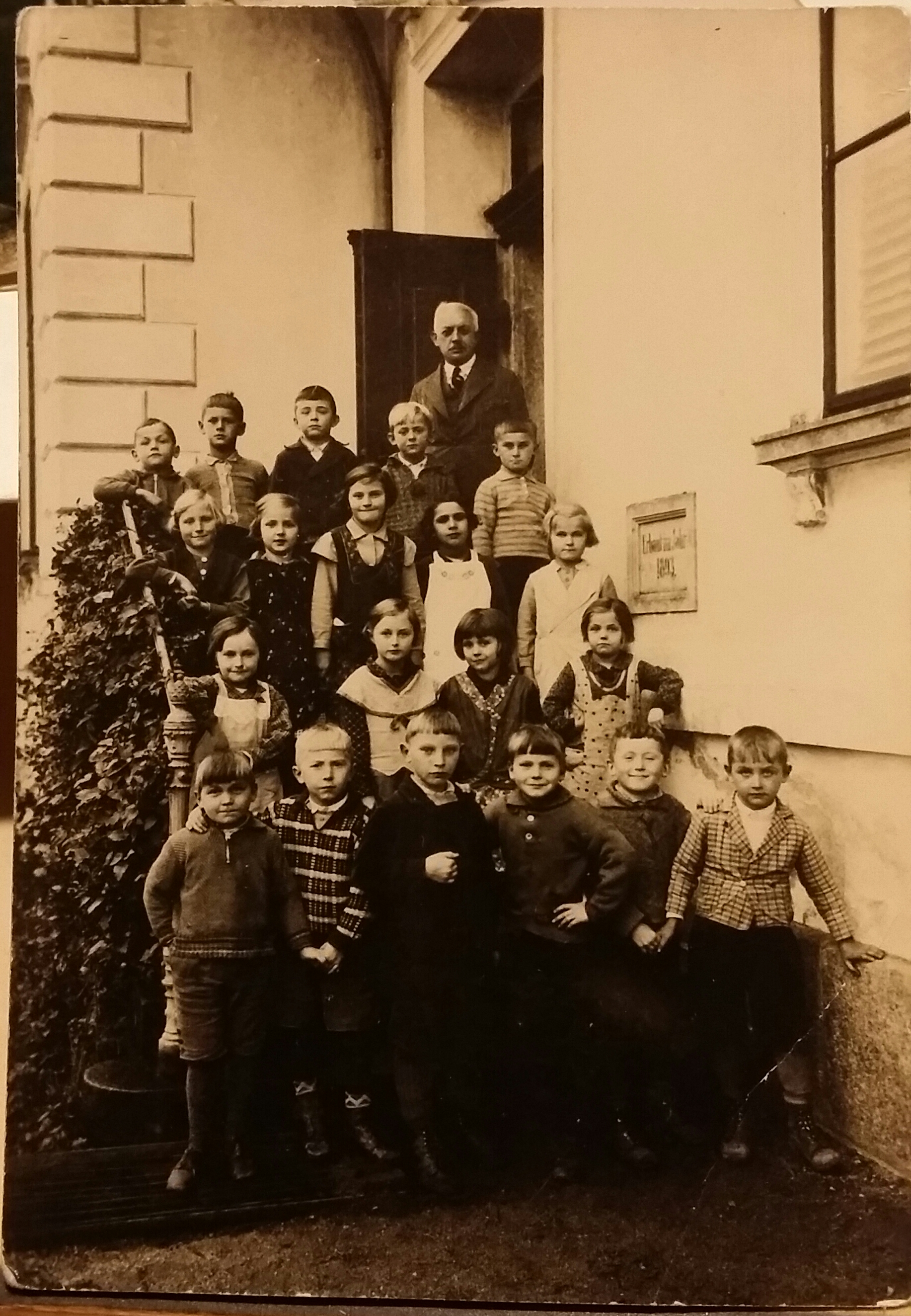
Wustung, Schule, Jahr 1934, Lehrer Effenberger

Poustka, bis 1947 Wustung, ist ein Ortsteil der Gemeinde Višňová in Tschechien. Er liegt fünf Kilometer nordwestlich des Stadtzentrums von Frýdlant und gehört zum Okres Liberec.

## Geographie
Poustka liegt am rechten Ufer der Smědá im Isergebirgsvorland. Nordöstlich erhebt sich der Hradec (Abtsberg, 313 m), im Osten der Kamenáč (Aschberg, 304 m), südöstlich der Holubí vrch (Langefichte, 358 m) und im Nordwesten die Pohanské kameny (Hain, 297 m). Westlich am gegenüberliegenden Flussufer verläuft die Bahnstrecke Liberec–Zawidów, die nächste Bahnstation ist Minkovice.
Nachbarorte sind Michalovice und Předlánce im Norden, Nové Pertoltice und Dolní Pertoltice im Nordosten, Arnoltice und Dolní Řasnice im Osten, Krásný Les, Na Lišce und Údolí im Südosten, Víska im Süden, Minkovice im Südwesten, die Wüstung Wigancice Żytawskie und Wyszków im Westen sowie Višňová im Nordwesten.

## Geschichte
Die erste urkundliche Erwähnung von Wustung erfolgte im Jahre 1444 als Teil der Herrschaft Friedland. Der Ort ist eine Gründung der Herren von Bieberstein. 1551 starb mit Christoph von Bieberstein der Friedländer Zweig des Geschlechts aus und die Herrschaft gelangte durch Heimfall an die Krone Böhmen zurück. 1558 erwarb der kaiserliche Rat Friedrich von Redern die Herrschaft Friedland. Nach der Schlacht am Weißen Berg wurden die Besitzungen des Christoph von Redern konfisziert und an Albrecht von Waldstein übergeben. Nach dessen Ermordung 1634 erhielt Matthias von Gallas die Herrschaft. Seit dem Prager Frieden von 1635 lag Wustung unmittelbar an der Grenze zum Kurfürstentum Sachsen. Nach Ende des Krieges begannen die Grafen von Gallas 1651 mit der Rekatholisierung ihrer Untertanen. Die Friedlander Herrschaft versuchte, ihren Untertanen den Besuch der evangelischen Gottesdienste in der Weigsdorfer Grenzkirche zu unterbinden. Die erste Erwähnung der Wassermühle erfolgte 1651, wahrscheinlich wurde sie bereits vor dem 17. Jahrhundert errichtet.
Im Jahre 1832 bestand Wustung aus 66 Häusern mit 368 deutschsprachigen Einwohnern. Im Ort gab es eine Schule, einen herrschaftlichen Meierhof, ein Jägerhaus sowie eine Mühle und Brettsäge. Die Katholiken waren zur Dechanteikirche in Friedland, die Protestanten nach Weigsdorf gepfarrt. Durch den Haupt-Gränz- und Territorial-Recess zwischen dem Königreich Sachsen und Kaisertum Österreich vom 5. März 1848 erfolgte westlich von Wustung eine neue Grenzziehung auf dem Mühlberg, Heideberg, Kühberg und Buchberg; die sächsischen Dörfer Minkwitz und Dörfel kamen damit zu Böhmen.
Nach der Aufhebung der Patrimonialherrschaften bildete Wustung ab 1850 eine Gemeinde im Bunzlauer Kreis und Gerichtsbezirk Friedland. Im Jahre 1853 wurde bei Dörfel und Wustung der Abbau von Lignit aufgenommen, in den Gruben arbeiteten 40–50 Bergleute. Ab 1868 gehörte die Gemeinde zum Bezirk Friedland. Zu dieser Zeit erreichte der Kohlenbergbau bei Dörfel und Wustung mit 140 Beschäftigten seine Blüte, jedoch waren die oberflächennahen Flöze bald abgebaut. Zwischen 1873 und 1875 erfolgte der Bau der Bahnstrecke Reichenberg-Seidenberg.
Im Jahre 1886 errichtete der Besitzer der Flachsspinnerei Hirschfelde H. C. Müller, Heinrich Müller, zur Herstellung von Schumacherzwirnen und Schnürsenkeln die Oesterreichische Filialfabrik Heinrich Müller, Wustung mit 175 Beschäftigten. Der Bergbau wurde 1907 wegen Unrentabilität eingestellt, jedoch während des Ersten Weltkrieges durch einige Einwohner kurzzeitig wieder aufgenommen. Um 1915 wurde die Oesterreichische Filialfabrik Heinrich Müller um ein neues Produktionsgebäude erweitert. Während des Ersten Weltkrieges sank die Zahl der Beschäftigten auf 47, die Produktion wurde auf Zubehör für Rucksäcke, Taschen und Schuhe für das Militär umgestellt. Im Zuge der Besitzaufteilung der Flachsspinnerei Hirschfelde nach dem Tode von Friedrich Carl Müller erhielt dessen Schwester Luise Dodel 1918 die Fabrik in Wustung und führte sie zusammen mit ihrer Tochter Erika Molinari.
Um 1930 übersiedelte Luise Dodel in die Schweiz. Im Jahre 1930 hatte die Gemeinde 396 Einwohner, davon waren 394 Deutsche und zwei Tschechen. Die Spinnerei Heinrich Müller wurde in Folge der Weltwirtschaftskrise vor 1935 stillgelegt. Im Jahre 1935 tagte in Wustung die Bezirksversammlung des Bundes der Deutschen Landjugend und traf dabei die Entscheidung für die Unterstützung der Sudetendeutschen Partei. Nach dem Münchner Abkommen erfolgte 1938 die Angliederung an das Deutsche Reich; bis 1945 gehörte Wustung zum Landkreis Friedland. Im Jahre 1939 lebten in der Gemeinde 339 Personen.
Die leerstehenden Fabrikgebäude wurden als Futtermittellager genutzt, während des Zweiten Weltkrieges wurde darin auch eine Tabakwarenfabrik betrieben. Nach dem Ende des Zweiten Weltkrieges kam Wustung zur Tschechoslowakei zurück. In den Jahren 1946 und 1947 wurden die meisten deutschböhmischen Bewohner vertrieben. 1947 erhielt die Gemeinde den neuen Namen Poustka. 1960 wurde Poustka nach Višňová eingemeindet und zugleich im Zuge der Auflösung des Okres Frýdlant dem Okres Liberec zugeordnet. In den Jahren 1948, 1958, 1964, 1977 und 2002 überschwemmte die Smědá Teile des Dorfes. In den 1960er Jahren wurde die Wassermühle abgebrochen.
1991 hatte Poustka 142 Einwohner. Im Jahre 2001 bestand das Dorf aus 48 Wohnhäusern, in denen 146 Menschen lebten. Insgesamt besteht Poustka aus 64 Häusern.

## Ortsgliederung
Der Ortsteil bildet den Katastralbezirk Poustka u Frýdlantu.

## Sehenswürdigkeiten
- Privates Regionalmuseum von Vladimír Mlch im Fachwerkhaus Nr. 59, zuvor befand sich in dem Gehöft die Alfons-Mucha-Galerie.